# Südwestkirchhof Stahnsdorf

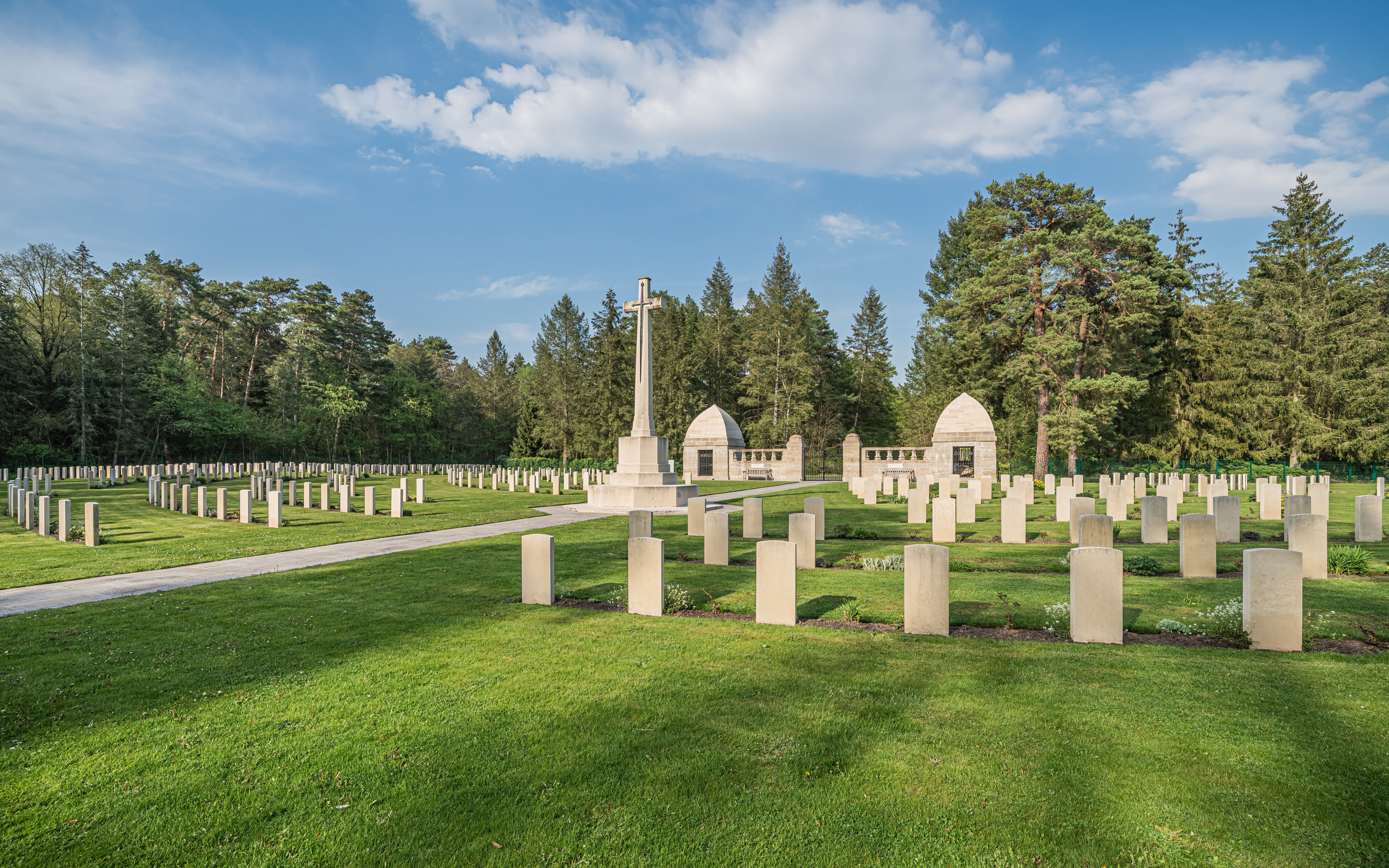

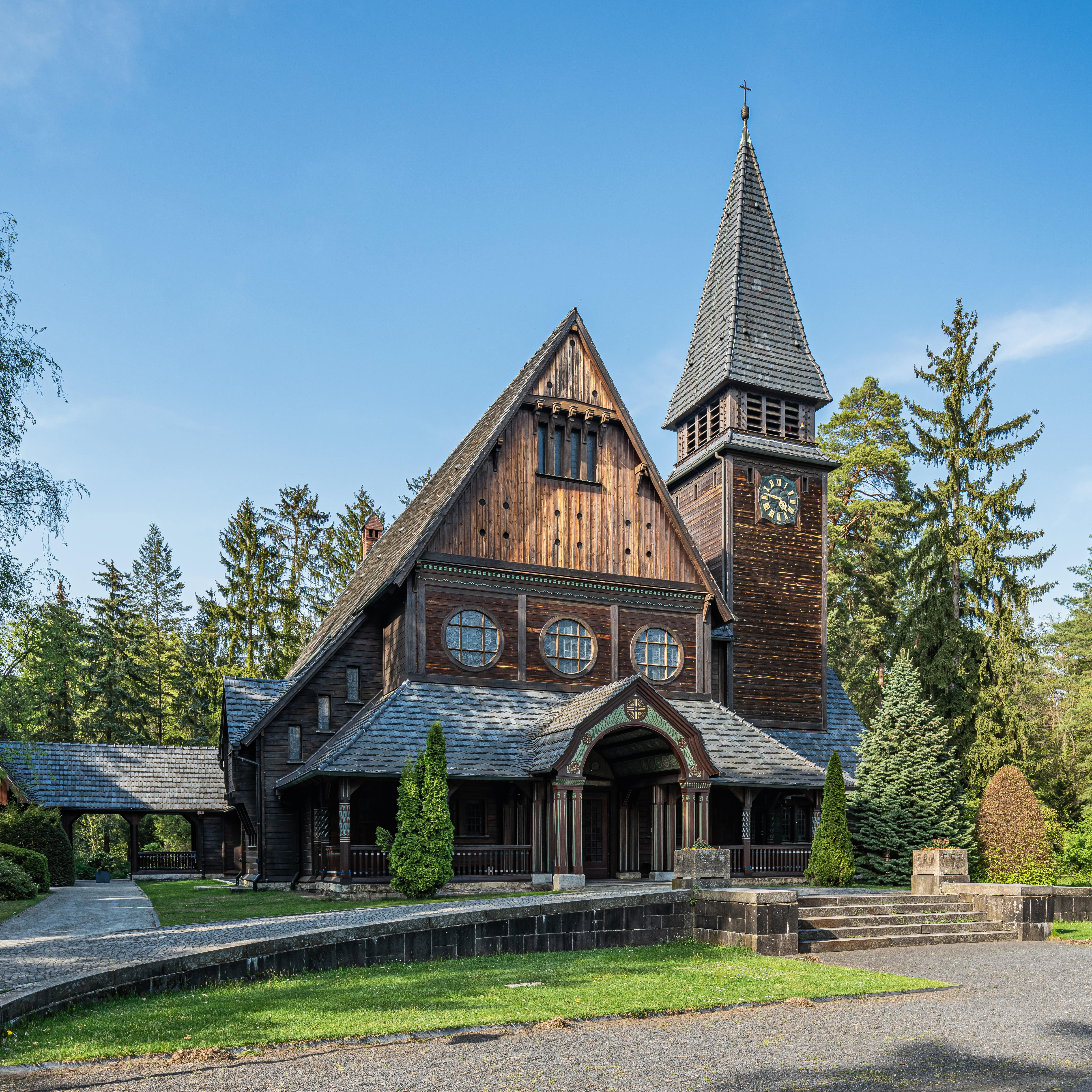
Träkapellet.

Südwestkirchhof Stahnsdorf, Südwestkirchhof der Berliner Stadtsynode in Stahnsdorf, är en begravningsplats utanför Berlins stadsgräns i Stahnsdorf i Brandenburg.  
Südwestkirchhof Stahnsdorf började anläggas i början av 1900-talet då kyrkogårdarna i Berlin inte längre räckte till i den snabbt expanderade storstaden och stod klar 1909. Till kyrkogården drogs även en pendeltågslinje, som idag inte finns kvar. Den utmärks som en skogskyrkogård och har även flera mausoleer samt ett kapell som i sin arkitektur hämtat inspiration från norska träkyrkor. Tidigt var kyrkogården öppen för andra trosriktningar. 
Här återfinns sedan 1923 även Schwedenblock, en del av kyrkogården som tillhör den svenska Victoriaförsamlingen i Berlin. Den svenska arkitekten Alfred Grenander stod för denna svenska del av kyrkogården. Han ritade också den vackra grinden i smidesjärn. Central punkt på Schwedenblock är gravplatsen Diana-templet, skapad av Grenander för Hans-Henrik von Essen.
Efter första världskriget förvärvade den brittiska och italienska regeringen områden på begravningsplatsen för att upprätta krigskyrkogårdar.

## Gravar
På Südwestkirchhof Stahnsdorf vilar bland andra:
- Georg Graf von Arco (1869-1940), fysiker
- Hugo Conwentz (1855-1922), biolog
- Walter Gropius senior (1848-1911), arkitekt
- Engelbert Humperdinck (1854-1921), tonsättare
- Gustav Langenscheidt (1832-1895), förläggare
- Christian Luerssen (1843-1916), botaniker
- Friedrich Wilhelm Murnau (1888-1931), stumfilmsregissör
- August Stramm (1874-1915), poet
- Werner von Siemens (1816-1892), industriman
- Heinrich Zille (1858-1929), tecknare